# Rose (Джонстон)
Rose (укр. Роза) — музичний твір Бена Джонстона, написаний 1971 року.
Rose — це твір для SATB-хору, написаний американським композитором Беном Джонстоном. Текст для твору написала донька Джонстона Сибіл, яка навчалася в середній школі міста Шампейн, штат Іллінойс. Вона прочитала татові вірш, але не зізналася, що написала його сама; проте Джонстон зрозумів це, і вирішив покласти вірш на музику для хору школи, де навчалася Сибіл.
Джонстон був відомий написанням складної музики, побудованої на чистих інтервалах, що відрізнялися від звичного рівномірно-темперованого строю. Протягом шістдесятих років він писав атональну музику, використовуючи техніки серіалізму та додекафонії, а наприкінці десятиліття експериментував із конкретною музикою та алеаторикою. Проте 1970 року він став католиком і через це повернувся до написання тональної музики. Разом з тим, композитор продовжував використання все складніших інтервалів в чистому строї. Rose, написаний для шкільного хору, що складався з недосвічених музикантів, став порівняно простим твором і одним з перших зразків нового напряму творчості Джонстона, відходу від авангардизму та створення музики, більш зрозумілою для слухачів.
Для Rose Джонстон обрав звукоряд, побудований на «решітці» зі значеннями 2, 3 та 7, тобто на другому, третьому та сьомому обертонах (раніше він використовував його у творі One Man). Для його створення використовувалися інтервали, відношення висот звуків у яких містило прості числа 2, 3 та 7 (наприклад, септимальна мала терція 7/6, що приблизно на чверть тону нижча за чисту малу терцію). Разом з тим, за їхньою допомогою неможливо було побудувати мажорні або мінорні тризвуки.
Джонстон побудував від ноти «ля» гаму з п'ятнадцяти звуків (замість звичних дванадцяти), з яких потім утворив три дорійськіх лади, що було використано у творі. На думку музикознавиці Хайді фон Гунден, «Rose звучить як мотет часів Ренесансу з відкритими квінтами та точними септимами; дорійський лад добре помітно, а тональний центр „ля“ не знижується, як це часто буває в хоровій музиці, а залишається на місті завдяки ретельному настроюванню».
- Звукоряд з 15 звуків: A B C7 C♯7- C♯+ D7 D- E7 E F♯7- F♯+ G7 G A7 A7+

символи - та + змінюють висоту звучання на піфагорейську кому, близько 22 центів, а 7 та 7 — на 49 центів (чверть тону)
- Дорійський лад 1: A B C7 D7 E F♯+ G7 A7
- Дорійський лад 2: D- E F7 G7 A B C7 D-
- Дорійський лад 3: E F♯+ G7 A7+ B C♯+ D7 E

Інтервали між звуками дорійських ладів: 9/8 28/27 9/8 7/4 9/8 28/27 7/4
Попри намагання Джонстона створити якомога простіший твір, він все одно виявився занадто складним для шкільного хору. Прем'єра Rose відбулася 8 серпня 1972 року у виконанні Літнього сучасного хору Університету Іллінойсу під керівництвом Нілі Брюса. Ноти Rose вийшли у видавництві Smith Publications 1976 року.